# Ciutat del Vaticà
|  | «Vaticà» redirigeix aquí. Vegeu-ne altres significats a «Vaticà (desambiguació)». |

El Vaticà (el nom oficial és Estat de la Ciutat del Vaticà; en llatí: Status Civitatis Vaticanæ, pronunciat [ˈsta(ː)tus tʃivi'ta(:)tis vatiˈka(ː)ne] en pronúncia eclesiàtica i [ˈstatus kiːwiˈtaːtis waːti(ː)ˈkaːnae̯] en pronúncia clàssica) és una ciutat estat enclavada a la ciutat de Roma (Península Itàlica). És un dels microestats europeus. Té una extensió de 0,439 km² i una població d'aproximadament 900 habitants, dels quals al voltant de 450 persones gaudeixen del dret de ciutadania vaticana mentre que la resta estan autoritzats a residir al país, però sense dret de ciutadania. Gairebé la meitat dels ciutadans resideixen fora del territori cedit per Itàlia en altres països, per motius de treball (personal diplomàtic), i és un híbrid en el qual és una entitat independent de ciutat i que és anomenada Estat per la col·lectivitat. És tan petit que només la Basílica de Sant Pere ja n'és el 7% de la superfície total; la basílica i la plaça de Sant Pere ocupen un 20% del territori, fet que el converteix en el territori "independent" més urbanitzat del món. El seu nom ve del Turó Vaticà (del llatí "Vaticinĭum", que significa "predicció"; ja que antigament al turó hi habitava un oracle etrusc). Va ser creat pels feixistes italians el 1929 mitjançant els Pactes del Laterà celebrats entre la Santa Seu i el llavors Regne d'Itàlia.
La Ciutat del Vaticà acull la Santa Seu, màxima institució de l'Església Catòlica. Encara que els dos noms «Ciutat del Vaticà» i «Santa Seu» s'utilitzen sovint com si fossin equivalents, el primer es refereix a la Ciutat i al seu territori, mentre que el segon es refereix a la institució que dirigeix l'Església i que té personalitat jurídica pròpia (com a subjecte de Dret internacional). Rigorosament, és la Santa Seu, i no l'Estat del Vaticà, el que manté relacions diplomàtiques amb els altres països del món. D'altra banda, el Vaticà és qui dona el suport temporal i sobirà (substrat territorial) per a l'activitat de la Santa Seu.

## Govern

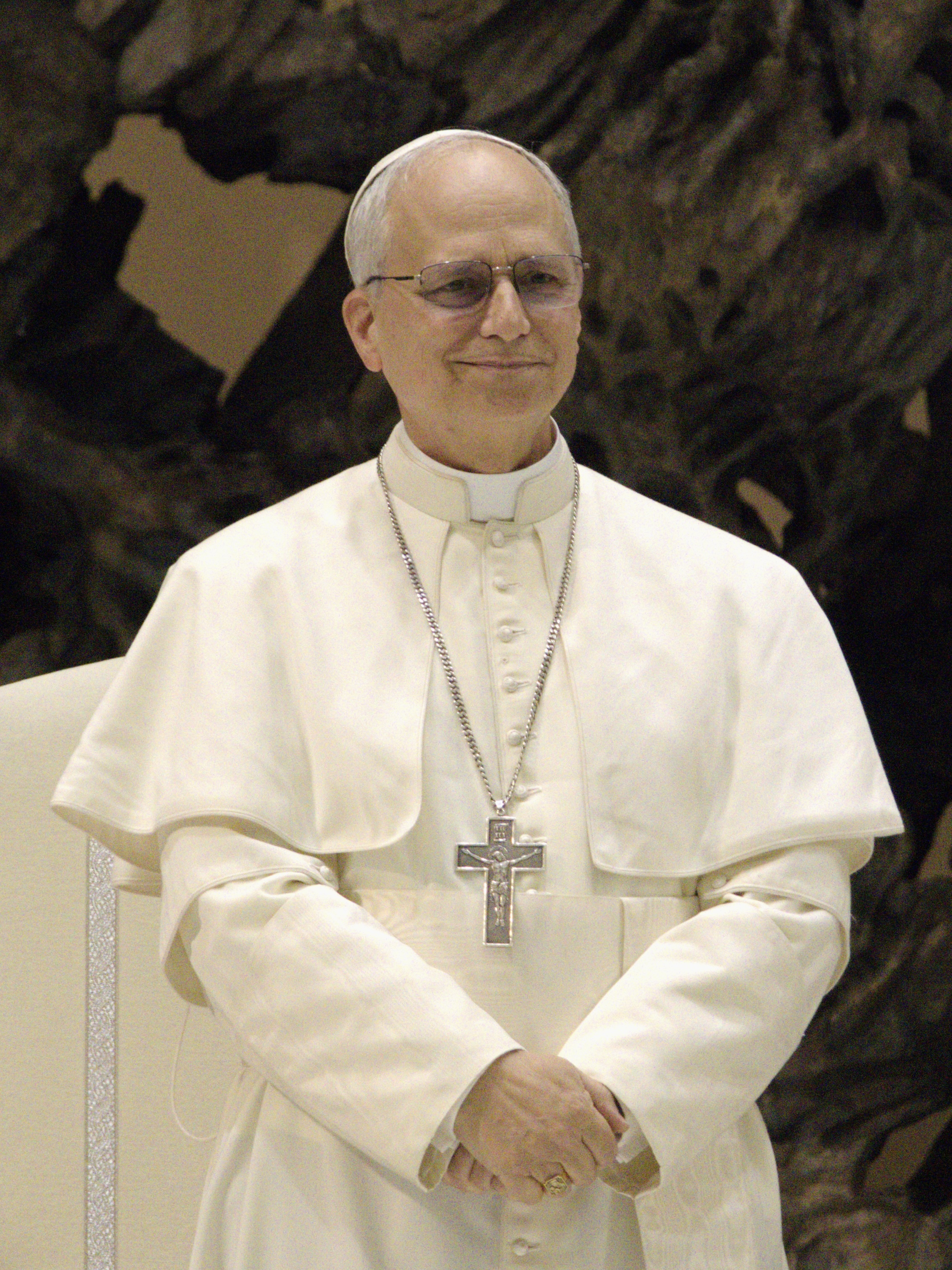
S.S. el Papa Lleó XIV, Cap de l'Estat de la Ciutat del Vaticà (2025-actualment).

## Història del Vaticà
- 756, s'inicia la història dels Estats Pontificis.
- 1860, l'exèrcit del rei d'Itàlia Víctor Manuel II conquereix els Estats Pontificis i deixa el Vaticà solament en possessió de Roma i la seva regió costanera.
- 1870, Víctor Manuel pren possessió d'una gran part de Roma arran de la Guerra Francoprussiana i la proclama nova capital del seu regne.
- 1917, Benet XV proposa un pla de pau per a la Primera Guerra Mundial que és totalment ignorat per la comunitat internacional.
- 1929, els Pactes del Laterà són signats per Pietro Gasparri en representació del Vaticà i Benito Mussolini, primer ministre italià, l'11 de febrer durant el pontificat de Pius XI. Amb aquest pacte es va donar per acabada la disputa amb Itàlia que existia des de 1870. Amb el reconeixement d'aquest minúscul Estat el concordat va garantir la total independència del Papa.
- 1939, esclata la Segona Guerra Mundial; el Vaticà es declara neutral.
- 1965, Pau VI clausura el Concili Vaticà II.
- 1981, Joan Pau II sofreix un atemptat.
- 2003, el Vaticà s'oposa a la invasió de l'Iraq pels EUA i els seus aliats.
- 2005, Mor el papa Joan Pau II i assumeix el papat Benet XVI.
- 2012, l'escàndol Vatileaks desvela una lluita interna a l'administració de l'estat.
- 2013, el Papa Benet XVI renuncia a continuar sent el cap suprem de l'església catòlica i abdica el 28 de febrer de 2013.
- 2013, després del conclave de 2013, Francesc és elegit pontífex.
- 2025, Mor el papa Francesc el dilluns de Pasqua i Lleó XIV és proclamat pontífex.

## Política
L'essència mateixa de l'Estat de la Ciutat del Vaticà es fonamenta en la doctrina i en la legislació de l'Església Catòlica, de manera que el Papa és alhora Cap Suprem de l'Església i Cap de l'Estat del Vaticà. Com en la mateixa Església Catòlica, de la qual els centenars de milions de membres no tenen dret de vot o decisió sobre l'organització, el Vaticà és l'únic estat europeu que no només no és formalment una democràcia, sinó que explícitament defensa el seu caràcter de dictadura teocràtica. L'elecció del Papa correspon al Sacre Col·legi Cardenalici (institució no electa, els membres de la qual són designats pel mateix Pontífex), reunits en Conclave, segons les disposicions de la Constitució Apostòlica Universi Dominici Gregis, promulgada per Joan Pau II el 22 de febrer de 1996. Aquesta Constitució Apostòlica restringeix el mètode d'elecció eliminant la possibilitat d'aclamació i de compromís i exigint que la mateixa es verifiqui per escrutini.
L'escollit es converteix en Papa quan manifesta la seva acceptació, sempre que es tracti d'una persona que tingués ja el caràcter de Bisbe. En cas contrari, el triat ha de ser ordenat Bisbe immediatament. En qualsevol dels dos casos, el Papa electe adquireix des del mateix moment de la seva acceptació, i ordenació si escau, la plena i suprema potestat en l'Església Catòlica i en l'Estat de la Ciutat del Vaticà.

## Govern[4]

### Cap d'Estat
El Summe Pontífex, Sobirà de l'Estat de la Ciutat del Vaticà, té la plenitud dels poders legislatiu, executiu i judicial. Durant el període de Seu vacant, els mateixos poders pertanyen al Col·legi de Cardenals, el qual podrà emanar disposicions legislatives només en cas d'urgència i amb eficàcia limitada al temps de vacant, llevat que aquestes siguin confirmades pel Summe Pontífex triat successivament en el Conclave.
La representació de l'Estat davant els Estats estrangers i altres subjectes de dret internacional, en les relacions diplomàtiques i en la conclusió dels tractats, es reserva al Papa, qui l'exercita per mitjà de la Secretaria d'Estat.
La facultat de concedir amnisties, indults, multes i gràcies està reservada al Sant Pare.
Llista de Pontífexs Sobirans (1929-actualitat).

### Poder legislatiu
El poder legislatiu, llevat dels casos que el Summe Pontífex es reservi a si mateix o altres instàncies, és exercit per una Comissió composta per un Cardenal President i per altres Cardenals, tots nomenats pel Sant Pare per un quinquenni. En cas d'absència o d'impediment del President, la Comissió serà presidida pel primer dels Cardenals membres. Les reunions de la Comissió són convocades i presidides pel President i en ella participen, amb vot consultiu, el Secretari General i el Vice-Secretari General.
La Comissió exercita el seu poder dins dels límits de la Llei, sobre les fonts del dret i el mateix Reglament. Per a l'elaboració dels projectes de llei, la Comissió se serveix de la col·laboració de Consellers de l'Estat, d'experts i d'organismes de la Santa Seu i l'Estat. Els projectes de llei són sotmesos prèviament a la consideració del Summe Pontífex per mitjà de la Secretaria d'Estat.
| Membres de la Comissió Pontifícia per l'Estat de la Ciutat del Vaticà (2011-2016) |
| --------------------------------------------------------------------------------- |
| Emm. i Rvdm. Mons. Giuseppe Bertello, President                                   |
| Emm. i Rvdm. Mons. Giovanni Battista Re                                           |
| Emm. i Rvdm. Mons. Jean-Louis Tauran                                              |
| Emm. i Rvdm. Mons. Antonio Maria Vegliò                                           |
| Emm. i Rvdm. Mons. Attilio Nicora                                                 |
| Emm. i Rvdm. Mons. Leonardo Sandri                                                |
| Emm. i Rvdm. Mons. Domenico Calcagno                                              |

### Poder executiu

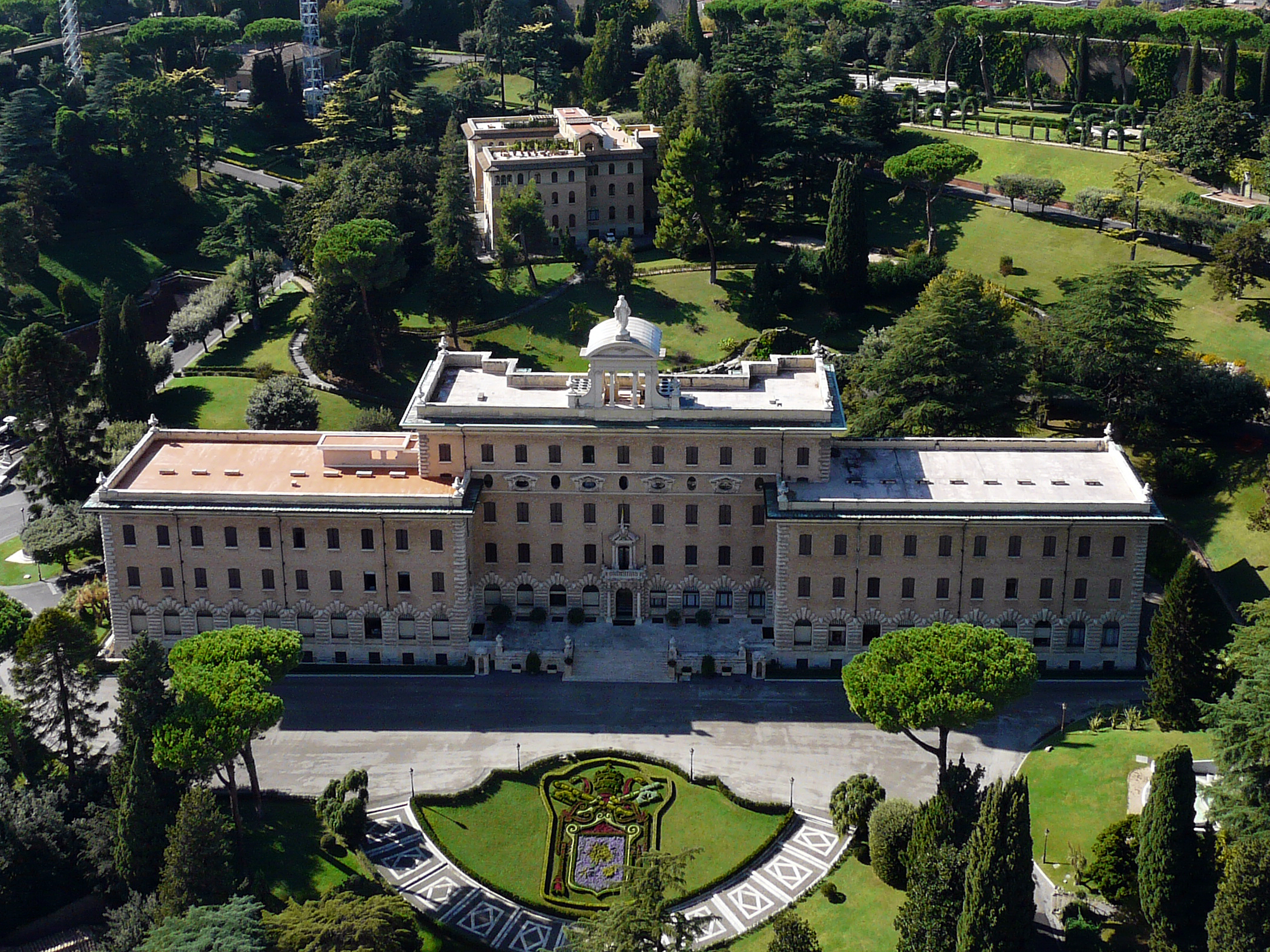
Palau del Governatorat de l'Estat, a la Ciutat del Vaticà.

El poder executiu és exercit pel President de la Comissió, de conformitat amb la Llei Fonamental i amb les altres disposicions normatives vigents. En l'exercici de tal poder el President és coadjuvat pel Secretari General i el Vice-Secretari General. Les qüestions de major importància són sotmeses pel President a l'examen de la Pontifícia Comissió. En matèries de major importància es procedeix d'acord amb la Secretaria d'Estat.
El President de la Comissió pot promulgar Ordenances, normes legislatives i reglamentàries. En casos d'urgent necessitat, pot emanar disposicions amb caràcter de llei, les quals, però, han de ser confirmades per la Comissió en el termini de noranta dies. El poder d'emanar reglaments generals queda reservat a la Pontifícia Comissió.
Excepte en les qüestions reservades al Sant Pare i a la Secretaria d'Estat, el President de la Comissió representa l'Estat. El President pot delegar la representació legal en el Secretari General per a l'activitat administrativa ordinària.
El Secretari General coadjuva en les seves funcions al President de la Comissió. Segons les modalitats indicades en les lleis i sota les directrius del president de la Comissió:
- Supervisa l'aplicació de les lleis i de les altres disposicions normatives i l'execució de les decisions i directrius del President de la Comissió.
- Supervisa l'activitat administrativa del Governatorat i coordina les funcions de les diferents direccions.
- Substitueix al President en cas d'absència o impediment.

El Vice-Secretari General, d'acord amb el Secretari General, supervisa l'activitat de preparació i redacció de les actes i de la correspondència i desenvolupa les altres funcions a ell atribuïdes. Substitueix al Secretari General en cas d'absència o impediment.
En la preparació i examen dels balanços i altres assumptes d'ordre general sobre el personal i l'activitat de l'Estat, el President de la Comissió és assistit pel Consell de Directors, convocat i presidit periòdicament per ell. Al Consell prenen part també el Secretari General i el Vice-Secretari General.
Els pressupostos i balanços generals de l'Estat, un cop aprovats per la Comissió, són sotmesos al Summe Pontífex a través de la Secretaria d'Estat.
El Conseller General i els Consellers de l'Estat, nomenats pel Sant Pare per a un quinquenni, presten la seva ajuda en l'elaboració de les lleis i en altres matèries d'importància particular. Els Consellers poden ser consultats singularment o col·legial. El Conseller General presideix les reunions dels Consellers i exercita funcions de coordinació i de representació de l'Estat, segons les indicacions del President de la Comissió.
Per a fins de seguretat i de policia, el President de la Comissió, a més d'avalar del Cos de Vigilància, pot demanar assistència a la Guàrdia suïssa.
| Membres del poder executiu de l'Estat de la Ciutat del Vaticà | Membres del poder executiu de l'Estat de la Ciutat del Vaticà |
| ------------------------------------------------------------- | ------------------------------------------------------------- |
| Emm. i Rvdm. Mons. Giuseppe Bertello                          | President                                                     |
| Excm. i Rvdm. Mons. Fernando Vérgez Alzaga                    | Secretari General i Director de Telecomunicacions             |
| Vacant                                                        | Vice-Secretari General                                        |
| Sr. Cesare Mirabelli                                          | Conseller General de l'Estat                                  |
| Sr. Antonio Chiminello                                        | Director de Comptabilitat                                     |
| Sr. Giovanni Amici                                            | Director de Serveis Generals                                  |
| Sr. Domenico Giani                                            | Director de Serveis de Seguretat i Protecció Civil            |
| Sr. Alfredo Pontecorvi                                        | Director de Sanitat i Higiene                                 |
| Sr. Antonio Paolucci                                          | Director dels Museus                                          |
| Sr. Rafael García de la Serrana Villalobos                    | Director de Serveis Tècnics                                   |
| Sr. Sabatino Napolitano                                       | Director de Serveis Econòmics                                 |

### Poder judicial
El poder judicial és exercit, en nom del Summe Pontífex, pels òrgans constituïts segons l'ordenança judicial de l'Estat. La competència de cada òrgan està regulada per la llei. Els actes jurisdiccionals han de ser complets dins el territori de l'Estat. L'estructura judicial compta amb els següents òrgans: un jutge únic, un tribunal, una Cort d'Apel·lació i una Cort de Cassació.
En qualsevol causa civil o penal, en qualsevol estat que es trobi, el Sant Pare pot diferir la instructoria i la decisió a una instància particular. Té també la facultat de pronunciar-se segons equitat i amb exclusió de qualsevol ulterior gravamen.
Les controvèrsies relatives a la relació de treball entre els empleats de l'Estat i l'Administració són competència de l'Oficina de Treball de la Seu Apostòlica, d'acord amb el mateix Estatut. Els recursos adversos als procediments disciplinaris disposats contra els empleats de l'Estat poden ser presentats davant la Cort d'Apel·lació, d'acord amb les pròpies normes.

### Pontífexs sobirans
| Pontificat                                 | Fotografia | Pontífex                                                              | Origen              | Escut papal | Comentaris |
| ------------------------------------------ | ---------- | --------------------------------------------------------------------- | ------------------- | ----------- | --- |
| 11 de febrer de 1929- 10 de febrer de 1939 |            | Pius PP. XI (Pius XI) Ambrogio Damiano Achille Ratti                  | Itàlia              |             | Va signar l'11 de febrer de 1929 el pacte del Laterà amb el regne d'Itàlia i va fundar així l'actual Estat pontifici.                                                                                             |
| 2 de març de 1939- 9 d'octubre de 1958     |            | Pius PP. XII (Pius XII) Eugenio Maria Giuseppe Giovanni Pacelli       | Itàlia              |             | El papa de la Segona guerra mundial, va manar excavar les grutes vaticanes per aclarir si la tomba de sant Pere es trobava sota l'altar de la basílica vaticana com deia la tradició. El resultat va ser positiu. |
| 28 d'octubre de 1958- 3 de juny de 1963    |            | Ioannes PP. XXIII (Joan XXIII) Angelo Giuseppe Roncalli               | Itàlia              |             | Va convocar el Concili Vaticà II. Venerat com a sant. |
| 30 de juny de 1963- 6 d'agost de 1978      |            | Paulus PP. VI (Pau VI) Giovanni Battista Enrico Antonio Maria Montini | Itàlia              |             | Va concloure el Concili Vaticà II. Venerat com a sant. |
| 26 d'agost de 1978- 28 de setembre de 1978 |            | Ioannes Paulus PP. I (Joan Pau I) Albino Luciani                      | Itàlia              |             | Va governar només durant 33 dies; en el seu breu pontificat va saber guanyar-se amb la seva senzillesa l'afecte dels seus fidels. Abans de ser triat va ser patriarca de Venècia.                                 |
| 16 d'octubre de 1978- 2 d'abril de 2005    |            | Ioannes Paulus PP. II (Joan Pau II) Karol Józef Wojtyła               | Polònia             |             | Va governar l'Església durant gairebé 27 anys, el tercer pontificat més llarg de la història. Venerat com a sant.                                                                                                 |
| 19 d'abril de 2005- 28 de febrer de 2013   |            | Benedictus PP. XVI (Benet XVI) Joseph Aloisius Ratzinger              | Alemanya            |             | Des del 28 de febrer de 2013 és el papa emèrit. El seu pontificat va durar gairebé 8 anys. Va renunciar al seu càrrec.                                                                                            |
| 13 de març de 2013- 21 d'abril de 2025     |            | Franciscus PP. (Francesc) Jorge Mario Bergoglio                       | Argentina           |             | Primer papa nadiu de el continent americà, a més de ser el primer de la Companyia de Jesús, i en dir-se Francesc.                                                                                                 |
| 8 de maig de 2025- actualitat              |            | Leo PP. XIV (Lleó XIV) Robert Francis Prevost                         | Estats Units · Perú |             | |

## Geografia

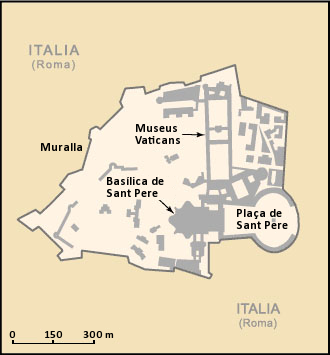
Plànol de la Ciutat del Vaticà

La Ciutat del Vaticà constitueix un enclavament dins de la ciutat italiana de Roma, amb la qual comparteix 4 km de frontera. Està situada en la zona oest de Roma, en un petit turó a la riba dreta del riu Tíber. L'edifici més destacat és la Basílica de Sant Pere. Comprèn també, en règim d'extraterritorialitat, les basíliques de Sant Joan del Laterà, Sant Pau Extramurs i Santa Maria la Major, i fora de la ciutat, el Palau de Castel Gandolfo.

## Clima
Els hiverns són suaus i, encara que les temperatures són altes durant el dia, les nits són fredes. La temperatura mitjana al gener és de 7 °C, mentre que al juliol és de 24 °C. Hi plou poc entre maig i setembre. L'octubre i el novembre són els mesos més humits.

## Medi ambient

### Floraifauna
Els jardins són coneguts per la seua col·lecció d'orquídies i altres espècies vegetals exòtiques. En canvi, atès que el Vaticà és un entorn totalment urbanitzat, no té fauna salvatge.

### Problemes mediambientals
La Ciutat del Vaticà va ésser declarada Patrimoni de la Humanitat en la seua totalitat l'any 1984 i els lleus problemes ambientals que pateix estan relacionats amb la seua condició com a enclavament dins del Districte Metropolità de Roma. L'efecte destructor de la pol·lució de l'aire i de les vibracions causades pel fort trànsit rodat a Roma s'han fet sentir en els edificis històrics de la Ciutat del Vaticà. Les columnes i els pilars de la plaça de Sant Pere han estat seriosament malmesos i decolorats per la contaminació atmosfèrica. L'augment dels nivells de monòxid de carboni a l'atmosfera, provinent dels vehicles, és considerat el causant d'una sèrie de problemes de salut que pateix la població. Les autoritats de Roma hi han reaccionat imposant restriccions a la circulació de cotxes i camions al centre històric de la ciutat, el qual envolta la Ciutat del Vaticà. També la Capella Sixtina s'ha vist malmesa per la gran afluència de turistes que visiten aquest indret cada any.

## Economia

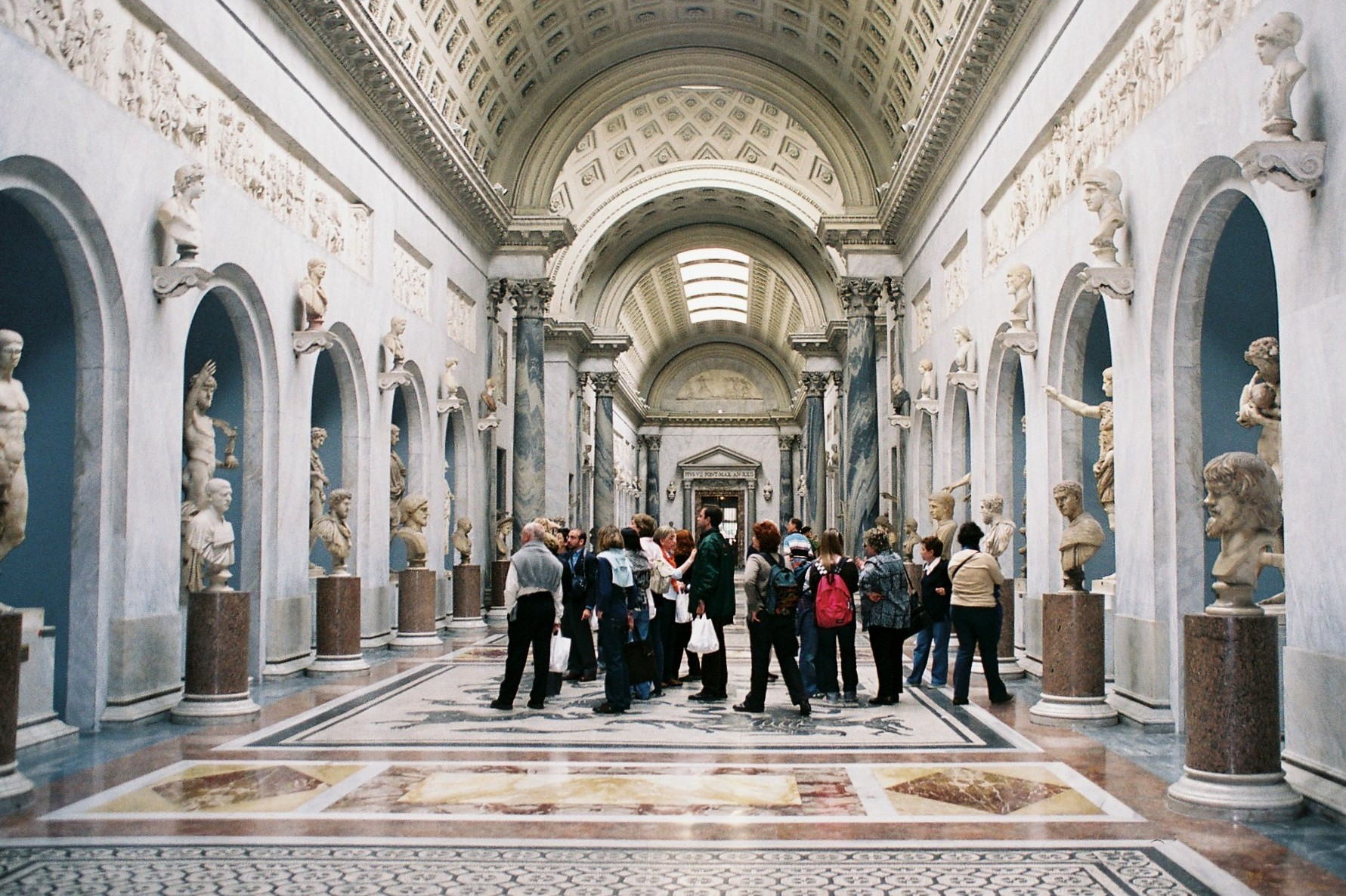
Museus Vaticans: La sala anomenada Braccio Nuovo.

El Vaticà no pot mantenir-se gràcies a l'activitat productiva del seu propi territori —limitada a la venda de records turístics, llibres, segells i entrades a museus. Però compta amb els ingents ingressos de l'Església Catòlica en tot el món, provinents de: les aportacions econòmiques dels Estats on compta amb acords de finançament (per la seva tradició catòlica o per la pressió de partits polítics afins), les donacions dels catòlics o d'empreses vinculades a ells; els beneficis de les empreses propietat de l'Església i de les seves activitats financeres de banca i borsa en l'àmbit internacional. L'economia estava seriosament danyada en 1979, i tres anys més tard es produeix la fallida d'un dels bancs més il·lustres d'Itàlia, el Banco Ambrosiano, que duia les finances internacionals del Vaticà i l'assassinat del seu director Roberto Calvi: les investigacions consegüents revelarien que el banc es dedicava al blanqueig dels diners de la màfia. Més tard el papa va traslladar la responsabilitat de l'economia vaticana a l'Estat, el qual, a partir de 1984, s'encarregaria de les finances. Cinc anys més tard, el papa porta a terme una reestructuració de l'organització econòmica i la direcció econòmica va ser encarregada a cinc financers reconeguts internacionalment (encara que sota el control de la comissió de cinc cardenals).

### Monedes
Atès que hi ha un acord amb Itàlia, en representació de la Unió Europea, la moneda vaticana és l'euro. La ciutat té euros amb disseny propi, que són acceptats a Itàlia i a la resta de països de la zona euro. La Ciutat del Vaticà no té un banc que pugui emetre aquestes monedes, per la qual cosa gaudeix d'un acord amb Itàlia per a la seva fabricació, que no pot ser de més d'un milió d'euros anuals.

## Mitjans de comunicació

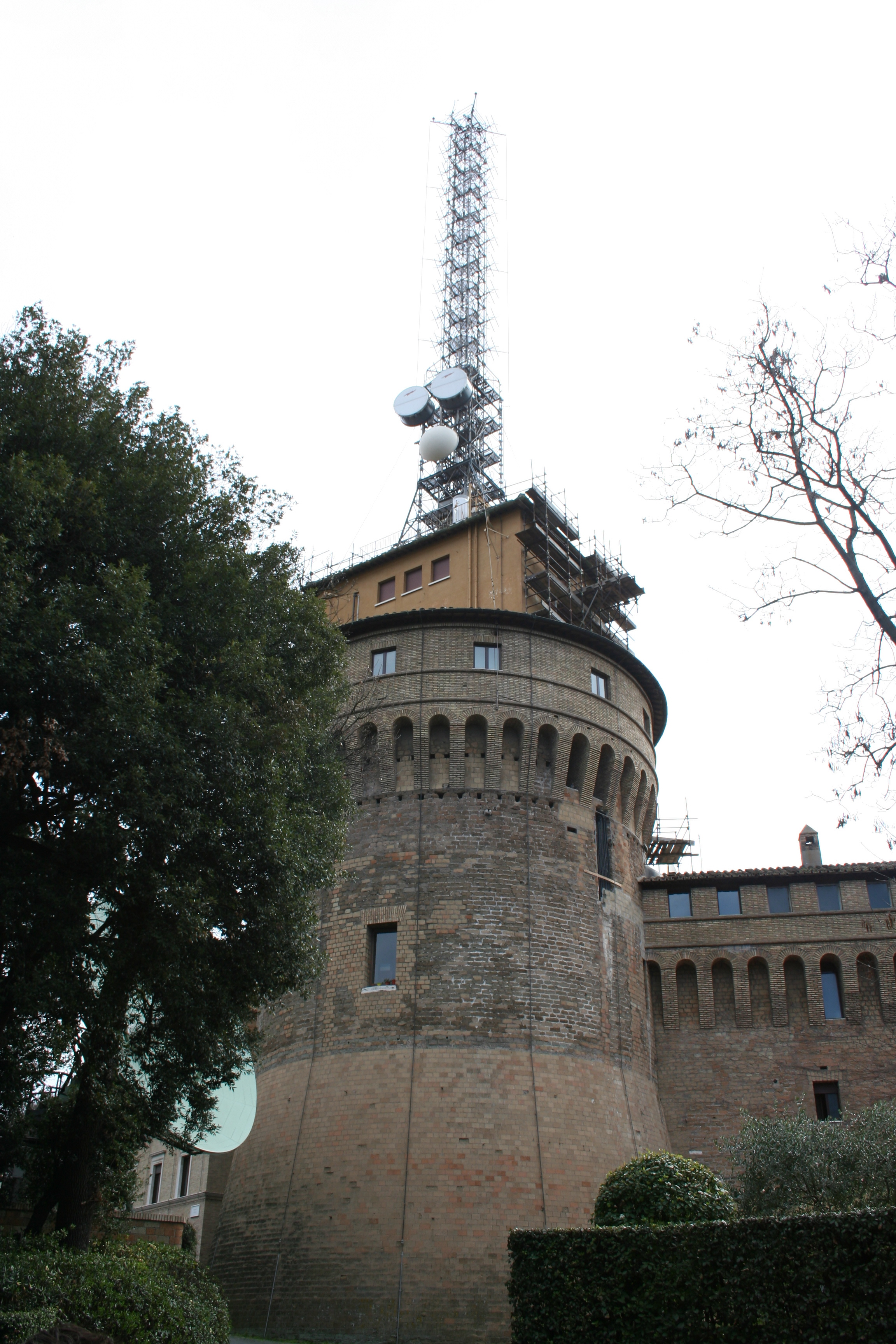
Antena de la Ràdio Vaticà

La Ciutat del Vaticà emet els seus propis segells i monedes, té una estació de ferrocarril que té servei no regular fins a Roma i un periòdic (L'Osservatore Romano), una emissora, (Ràdio Vaticà) i una televisió (Centre televisiu vaticà), a més de diferents fundacions, com Latinitas, per a l'estudi del llatí, acadèmies i universitats pontifícies.

### Servei telefònic
L'estat de la Ciutat del Vaticà té un servei de telèfons dotat de modernes instal·lacions per a la comunicació tant interna com externa de la ciutat i també compta amb personal altament capacitat. S'ha de tenir en compte que no existeix el dret a la confidencialitat de les comunicacions telefòniques o d'un altre tipus.
La ciutat estat té una complexa infraestructura de xarxes, per la qual cosa té una autonomia completa.

## Transports
La ciutat té una estació de ferrocarril que recorre el trajecte des del Vaticà fins a Roma (estació de Roma San Pietro). A més a més, també té un heliport. Els serveis d'autocar des de la ciutat de Roma són freqüents.

### Sigles automobilístiques
El Vaticà atorga —a través del "registre de vehicles vaticans"— una palesa als automòbils d'aquesta ciutat estat. Els automòbils que són del govern porten les sigles "RVV"; i els que són dels ciutadans, "SCV".

## Defensa

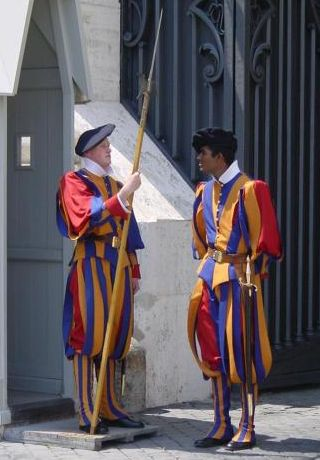
Dos guardes suïssos amb els seus tradicionals uniformes

La Guàrdia suïssa és el cos militar encarregat de la seguretat de la Ciutat del Vaticà. Està composta per uns cent soldats (tots homes): quatre oficials, 23 comandaments intermedis, 70 alabarders, 2 tamboriners i un capellà. Se'ls entrena en procediments i maneig d'armes modernes (com el fusell suís Sig 550), encara que també s'ensenya a manejar l'espasa i l'alabarda.
La Guàrdia suïssa té la seva caserna davant del Palau Apostòlic Pontifici.
Segons els Pactes del Laterà signats amb els feixistes, s'ha establert que la Policia italiana custodiï, juntament amb la Guàrdia suïssa i els Serveis Vaticans de Seguretat (serveis secrets), la Plaça de Sant Pere.
La defensa de la Ciutat del Vaticà és proporcionada per Itàlia.
La Comissió Pontifícia per a l'Estat de la Ciutat del Vaticà va dissoldre el Cos de la Gendarmeria —fundat el 14 juliol 1816 per Pius VII— mitjançant la Llei 67, del 15 de desembre de 1970, que seguia a la carta del papa Pau VI, signada el 14 de setembre de 1970, per la qual quedaven abolits tots els cossos militars de l'Estat de la Ciutat del Vaticà, a excepció de la Guàrdia suïssa.
D'aquesta manera, es va constituir en el Govern de l'Estat de la Ciutat del Vaticà una Oficina Central de Vigilància, a la qual es van atribuir —a més de les competències generals de vigilància i de procurar el compliment de les lleis, reglaments i ordenances de les autoritats de l'Estat— les funcions de policia de seguretat de l'Estat i de vigilància de les persones i coses que s'hi trobessin, de policia judicial i de policia de circulació viària.

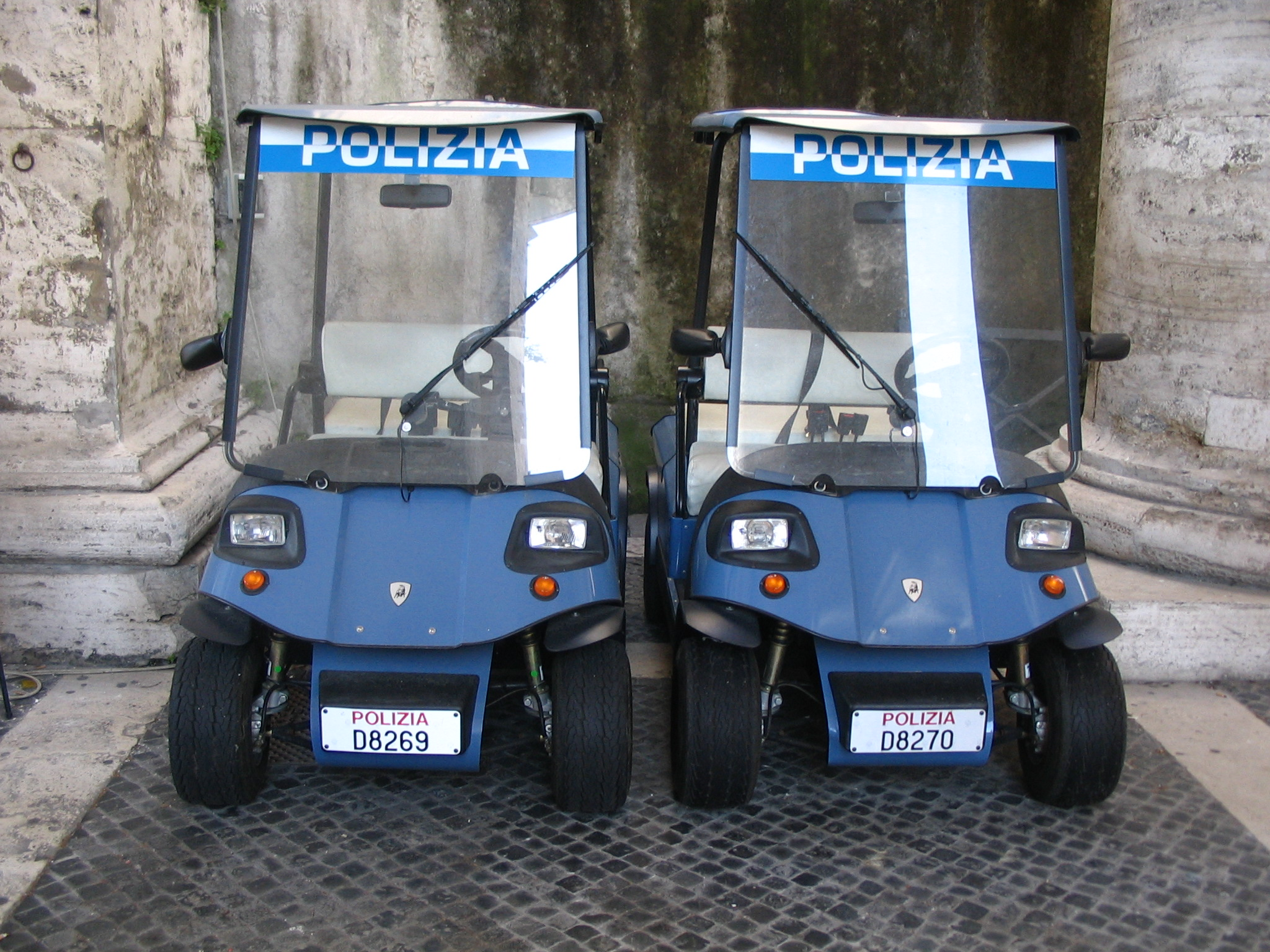
Servei Vaticà de la policia italiana.

La Llei núm. 178 del 25 de març de 1991, que modificava parcialment la Llei institucional LXVIII del 15 de desembre de 1970, va canviar novament la denominació de l'Oficina a "Cos de Vigilància de l'Estat de la Ciutat del Vaticà".
El 2 de gener del 2002, amb la Llei núm. 384, la Comissió Pontifícia per a l'Estat de la Ciutat del Vaticà va substituir novament el nom pel de "Cos de la Gendarmeria de l'Estat de la Ciutat del Vaticà".
Finalment, el 16 de juliol del 2002, el Papa Joan Pau II, amb la Llei núm. 383 sobre el Govern de l'Estat de la Ciutat del Vaticà, va instituir, entre d'altres, la Direcció dels Serveis de Seguretat i Protecció Civil, de la qual depenen el Cos de la Gendarmeria i el Cos de Bombers, establint que el Cos de la Gendarmeria proveís al manteniment de la seguretat i l'ordre públic, i realitzarà les funcions institucionals de policia, compreses les de frontera, policia judicial i tributària, per la seguretat dels llocs i de les persones, el manteniment de l'ordre públic i la prevenció i repressió de reatos.
Actualment la plantilla efectiva del cos de la Gendarmeria està composta per 130 oficials.

## Nacionalitat
La nacionalitat vaticana no s'obté per naixement, sinó per concessió. Són ciutadans de nacionalitat vaticana tots els diplomàtics emprats en les ambaixades vaticanes de tot el món i aquells que habitualment resideixen a la Ciutat; aquests darrers són unes 300 persones aproximadament.

### Himne
L'Himne i la Marxa Pontifícia (Inno e Marcia Pontificale) és l'himne nacional de la Ciutat del Vaticà des de 1950. La lletra va ser escrita per Antonio Allegra (1905-1969) i la música la va compondre Charles Gounod (1818-1893).

## Cultura
La cultura del Vaticà òbviament correspon a la cultura de l'Església Catòlica, encara que s'obre també a l'art d'altres cultures, i el seu màxim exponent són les obres d'arquitectura —com la Basílica de Sant Pere, la Plaça Sant Pere, la Capella Sixtina i els Museus Vaticans.
Entre els Museus Vaticans es troben: el Museu Gregorià d'art egipci i d'art etrusc, el Museu Piu Clementí, el museu Chiaramonti i la Pinacoteca Vaticana.
Molts artistes i arquitectes famosos —com Bramante, Miquel Àngel i Bernini— van treballar en importantíssimes obres artístiques que avui es poden admirar als edificis vaticans.

### Cuina Vaticana
El novembre de 2006 es va publicar un llibre que revela els secrets de la cuina del Vaticà, i que fa un recorregut per la gastronomia històrica des del primer Papa fins a l'actualitat, amanit amb una col·lecció de receptes que inclouen menús tan representatius com el de l'Últim Sopar o els plats preferits de molts dels Papes. L'autora del llibre comenta que la gastronomia d'aquest país és «una de les més complexes i riques del món, molt més que la de qualsevol Casa Reial».
El llibre conté, a més, dades curioses sobre els orígens d'algunes de les nombroses receptes que es van inventar en aquesta ciutat —com per exemple la salsa verda, també anomenada salsa vaticana; la salsa carmelita; o la cocció al bany Maria—, a més d'informació sobre protocol i nombroses referències que mostren la indissoluble unió entre la història i la gastronomia dels Papes.

### Esports
El Vaticà té una selecció de futbol, la Selecció de futbol de la Ciutat del Vaticà, que no està associada ni a la NF-Board ni a la FIFA. Aquesta selecció es va enfrontar contra Sant Marino i Mònaco, i va quedar 0-0 contra ambdós equips. L'equip està compost per voluntaris de la Guàrdia suïssa, membres del Consell Papal i per guàrdies dels museus.
El febrer de 2007 sacerdots i seminaristes de la Ciutat del Vaticà i Roma van disputar la primera «Copa Clerical». És el primer campionat d'equips conformats per clergues, una idea del Secretari d'Estat, el cardenal Tarcisio Bertone.

## La tomba de Sant Pere
Durant l'any 1939, essent Papa Pius XII, i quan es duia a terme les excavacions per a preparar la tomba de Pius XI, es va descobrir un mosaic. Existia una tradició que deia que sota l'altar papal, sota el baldaquí de Bernini, sota la cúpula de Miquel Àngel, hi havia una necròpoli, un cementiri, on havia estat enterrat Sant Pere, però d'això encara no hi havia veracitat. Pius XII va manar que seguissin excavant i va aparèixer la necròpoli.
Constantí el Gran, per a agrair a Crist que, segons ell, li havia donat la victòria a la batalla del Pont Milvi sobre Maxenci, es converteix al cristianisme. A Roma, hi ha un obelisc en el qual es llegeix: «Aquí hi va ser batejat Constantí pel papa Silvestre.»
Constantí I el Gran va donar la pau a l'Església l'any 313 quan té la seva conversió i comença a construir una sèrie de temples cristians. Un d'ells va ser la basílica en honor de Pere, que segons ell, estaria edificada sobre la tomba de l'Apòstol.
Hi ha indicis que porten a pensar que Constantí estava segur de la localització exacta de la tomba: per exemple, comença a edificar la seva basílica al vessant d'una muntanya que té molt desnivell (11 metres), el que l'hi fa realitzar un gran treball de moviment de terra per a aconseguir una esplanada (sense maquinàries), no obstant això no tan lluny tenia un lloc que semblava ideal: l'esplanada del circ de Neró, que mesurava tres-cents metres de llarg i uns cent d'ample. Construint en aquest lloc s'hagueren evitat grans costos i treball.
Altres dificultats que s'han d'haver presentat, a més de les tècniques, serien les morals i jurídiques, ja que sota aquesta construcció quedava enterrada una necròpoli que era molt important a Roma i en la qual estaven enterrats personatges importants d'aquella societat, com els Flavis i els Valeris.
El papa Pius XII va anunciar per ràdio durant el temps de Nadal de 1950 que s'havia trobat la tomba de Pere.
Després de culminada la investigació sobre aquesta tomba el 1952, la professora Margherita Guarducci, autoritat en epigrafia grega, va començar a desxifrar els grafits que hi ha en un dels murs contigu a aquesta tomba.

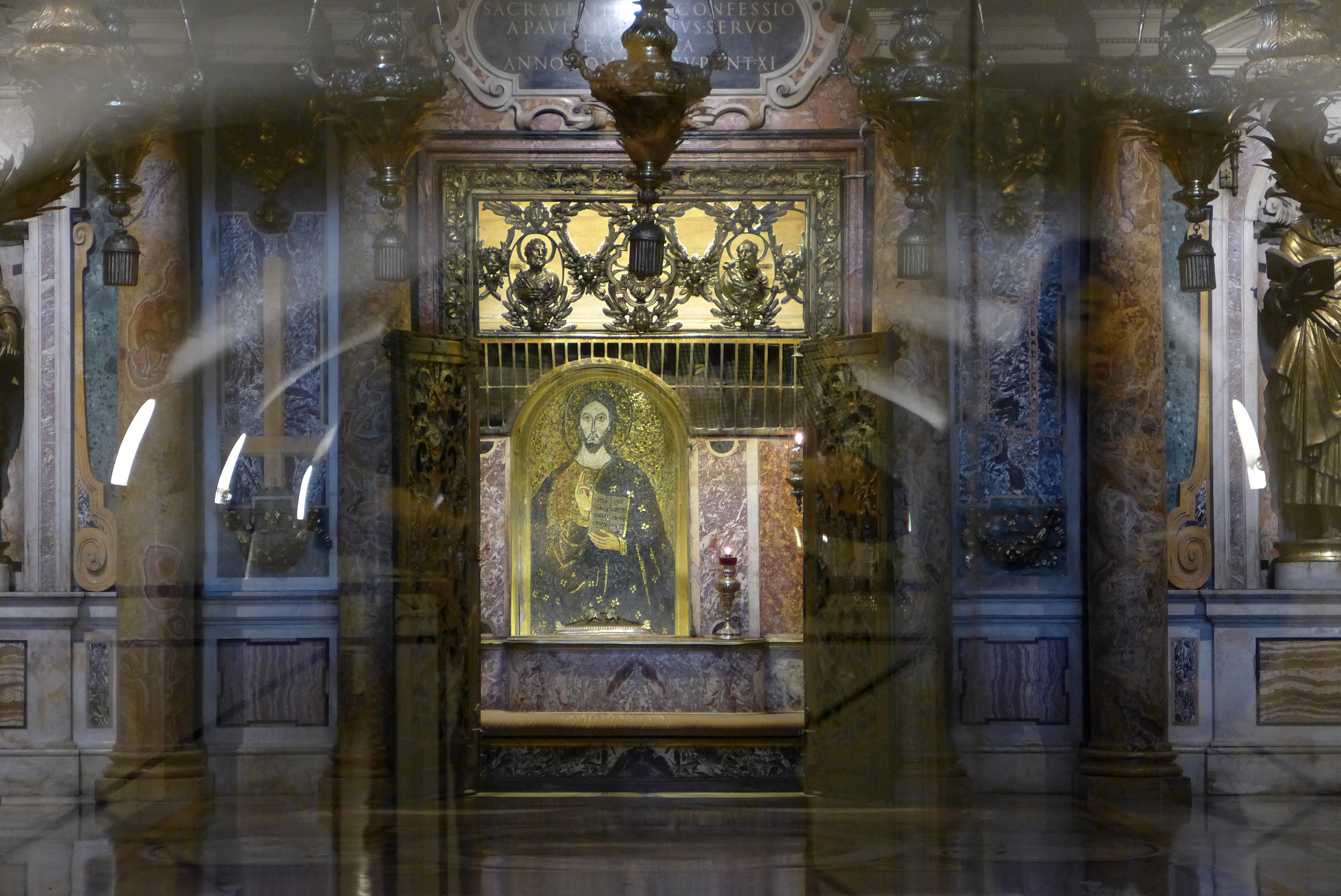
La Tomba de Pere vista des de les Grutes Vaticanes

Alguns d'ells, que estaven gairebé escrits uns sobre d'altres són: «Pere, prega pels cristians que estem sepultats al costat del teu cos.» També es va aconseguir el logotip de Pere, que era com una P i en el pal vertical tres ratlles horitzontals en forma de clau.
Aquesta professora va concloure que per allà hi havia la tomba de Sant Pere, ja que els grafits plasmats en el mur denominat G (de color blanc); i en l'adjacent (de color vermell), va desxifrar un grafit que significa: «Pere està aquí». En excavar van descobrir un nínxol folrat de marbre blanc, que contenia ossos.
La responsabilitat d'estudiar aquests ossos va recaure en Venerato Correnti, professor i catedràtic d'Antropologia de la Universitat de Palermo. En l'estudi va definir que al nínxol hi havia ossos humans i els d'un ratolí. Pel que fa a l'animal, va indicar que es va colar per algun forat i al no poder sortir va morir allà.

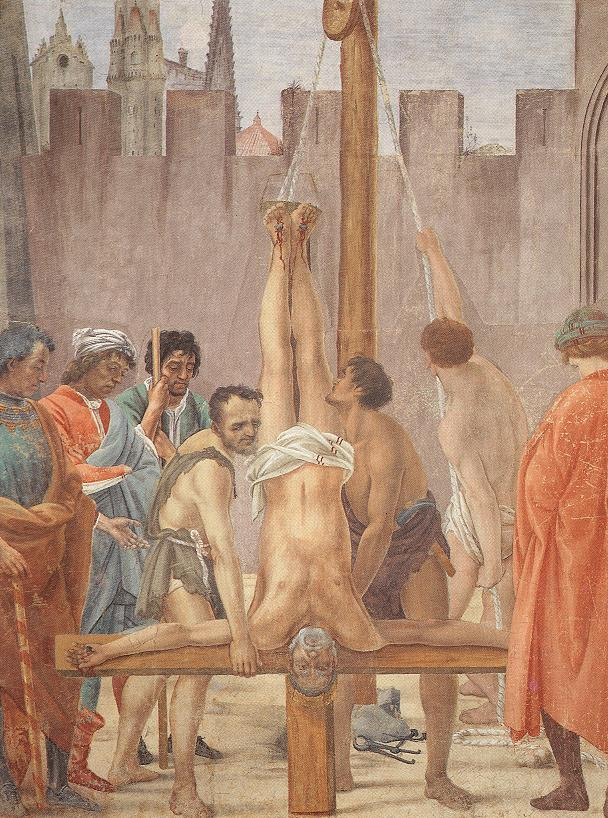
La crucifixió de Pere

El professor Correnti va arribar a aquestes conclusions:
1. Els ossos de l'animal pràcticament estan nets a diferència de les restes humanes, ja que aquests tenen terra que després d'ésser estudiats són de la tomba que estava oberta i buida i la qual van identificar com de Pere. D'altra banda, totes les tombes al costat d'aquesta troballa tenen una altra classe de terra.
2. Els ossos tenen un color vermell provinent del drap daurat i púrpura en què va ser embolicat, també, a part de tela (Púrpura), hi ha restes de fils d'or, el que condueix a pensar que aquesta seria una persona venerada, possiblement els ossos es van retirar de la tomba original per a «guardar-los» al nínxol i així quedar protegits, car el nínxol estava intacte des de Constantí fins a la troballa.
3. Aquests ossos trobats pertanyen a la mateixa persona, un ésser robust, de sexe masculí, amb avançada edat (possiblement setanta anys) i del primer segle.

Un detall interessant és que els ossos dels peus no van aparèixer entre les restes trobades, i es pot recordar, que qui era crucificat cap per avall (entre les diferents maneres que existien de crucifixió), se'l despenjava tallant-li els peus i així el cos queia a terra.
El Papa va comunicar al món tal troballa, assegurant que s'havien trobat les restes (relíquies) de Sant Pere Apòstol, i tal succés va ser el juny de 1968.
L'editorial Vaticana va publicar un llibre escrit per la professora Guarducci amb tota la informació i que es titula Les Relíquies de Sant Pere.

## La Basílica

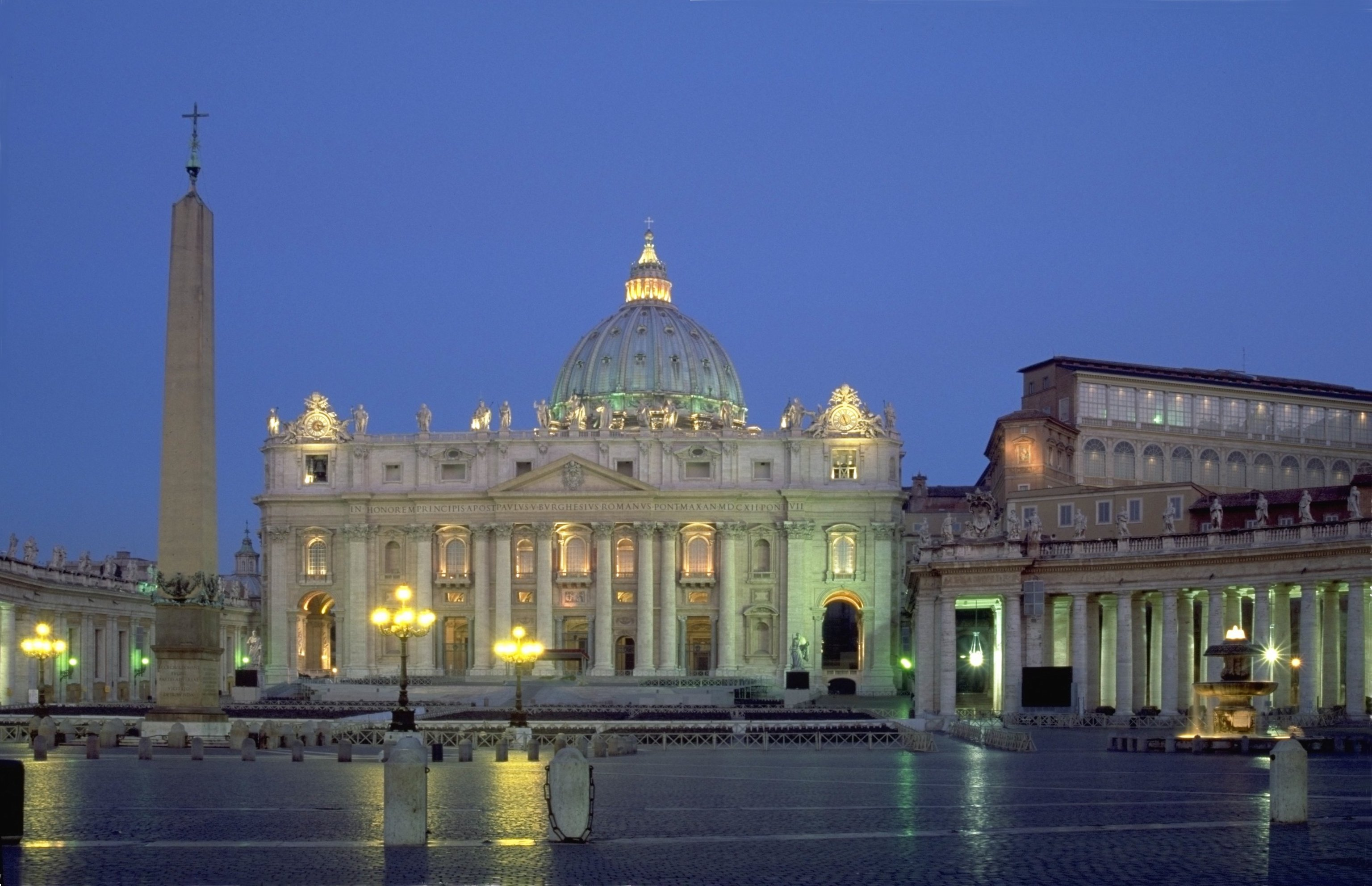
La Basílica de Sant Pere

El projecte de construcció de la Basílica de Sant Pere va començar amb Juli II el 1506 i va acabar amb Pau V el 1626, el nom del qual apareix en la façana de la basílica.
Va haver-hi dos projectes inicials, realitzats per Bramante i Rafael, respectivament. El primer és un projecte de creu grega i el segon, de creu llatina. Posteriorment, Miquel Àngel reprèn el projecte de creu grega de Bramante, dissenyant també la cúpula de la basílica. L'últim arquitecte que va intervenir en la construcció va ser Gian Lorenzo Bernini. A la cúpula, de dos metres d'ample, hi ha escrit "Tu ets Pere i sobre aquesta pedra edificaràs la meva església". En aquest mateix lloc es va construir, uns mil anys abans, una altra basílica de tres naus longitudinals, paleocristiana. Aquesta basílica, al segle xv, amenaçava d'esfondrar-se i la van substituir.
Actualment està permesa la seva visita, inclosa la cúpula, sempre tenint en compte que cal anar vestit de manera decorosa, de tal manera que està prohibida l'entrada amb tirants i pantalons curts tant a homes com a dones.